# 正親町実子
正親町 実子（おおぎまち じつこ、永仁5年（1297年） - 延文5年/正平15年9月5日（1360年10月15日））は、花園天皇の宮人。父は正親町実明、母は正親町三条公貫の娘。子に寿子内親王（徽安門院）・源性入道親王・直仁親王・儀子内親王がいる。女院号は宣光門院（せんこうもんいん）。

## 経歴
祖父である洞院公守の猶子として後宮に入る。花園天皇の宸記（日記）には「南御方（みなみのおんかた）」の名前で登場している。文保2年（1318年）に寿子内親王、嘉暦2年（1327年）に源性法親王を生むなど、天皇の寵愛を受けた。元徳4年（1332年）1月8日に従三位に叙せられ、同年12月13日に准三宮となる。翌年、赤松則村が京都を攻めた時に六波羅探題に避難していた実子は探題の北条仲時らから退避を勧められるが、毅然としてこれを拒んだとされる。建武5年/延元3年（1338年）4月28日に女院とされ、宣光門院の称号が授けられる。貞和4年/正平3年（1348年）11月27日に覚誉法親王によって執り行われた花園法皇の二十七日忌の法要の場で、光厳上皇の立ち合いの下大僧正慈厳を戒師として出家して遍照智と称した。
琵琶の達人で、花園上皇も元亨3年（1323年）に実子のために度々管弦講を開き、彼女に皇室に伝わる琵琶「玄上」を奏でることを許した（『続史愚抄』）と伝えられている。
なお、直仁親王は花園天皇の皇子ではなく、天皇の甥で寿子内親王の夫でもある光厳天皇と通じて生まれた子供であるとするのが今日の有力説になっている（光厳上皇が遺した置文によれば、建武2年（1335年）5月に懐妊させたという）。その後、直仁親王は治天の君となった光厳上皇の意向でその出生の秘密を秘したまま崇光天皇の皇太子とされている（正平一統で廃位）が、これについては花園天皇への恩に報いるものであったとする岩佐美代子や深津睦夫の説がある一方で、実子の異母兄・正親町公蔭の室は赤橋久時の娘・種子で足利尊氏の正室である赤橋登子とは姉妹関係にあり、持明院統（北朝）を存続させるために足利将軍家との関係を強化しようとした光厳上皇の政治的打算があったとする家永遵嗣の説もある。ちなみに当時、2代の天皇から寵愛される女性というのは珍しくはなく、正親町守子（実子の実姉）が伏見天皇・後伏見天皇から寵愛を受け、五辻忠子も亀山天皇・後宇多天皇から寵愛を受けたという。